# Mingus Dynasty (Band)

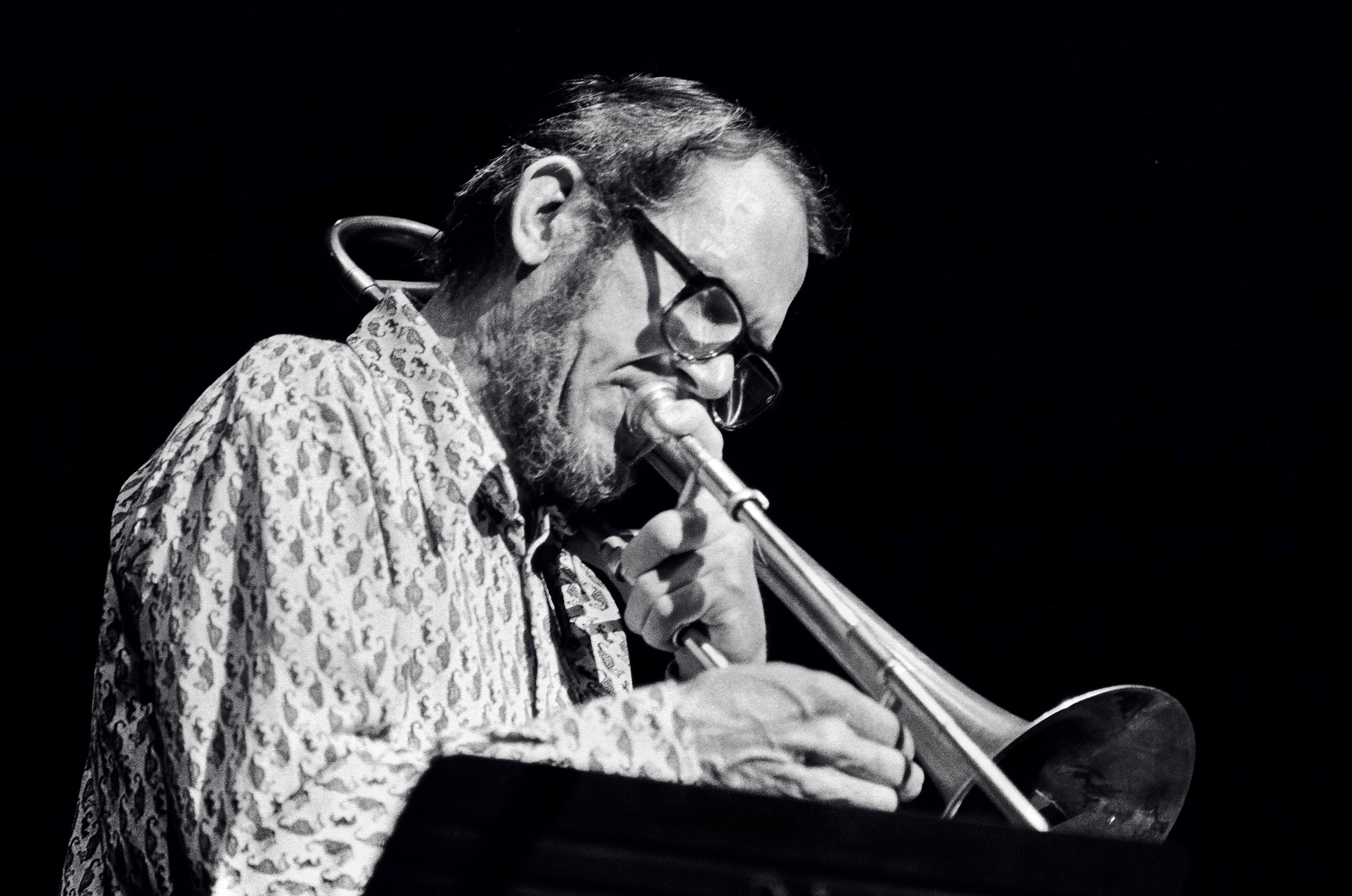
Jimmy Knepper

Mingus Dynasty ist der Name einer Jazz-Combo, die das Repertoire des Komponisten und Bandleaders Charles Mingus pflegt.
Kurz nach dem Tod von Mingus, im Dezember 1979 spielten im New Yorker Bottom Line Club Jimmy Knepper, John Handy, George Adams, Hugh Lawson, Ted Curson und Dannie Richmond mit Charlie Haden Mingus-Kompositionen und legten mit Unterstützung von Sue Graham Mingus das erste Album Chair in the Sky vor. 1980 ging Richmond mit der letzten Mingusband (Ricky Ford, Jack Walrath, Bob Neloms und Cameron Brown) auf Europa-Tournee und spielte ausschließlich Kompositionen von Mingus.
Das Projekt nannte sich bald Mingus Dynasty (nach der Columbia-LP Mingus Dynasty von 1959). Drei Jahre nach dem Tod von Charles Mingus erschien unter diesem Namen ein weiteres Album von ehemaligen Mingus-Mitspielern, wie Richard Williams, Jimmy Knepper, Sir Roland Hanna, Ricky Ford und jüngeren Mingus-Bewunderern wie Reggie Johnson (Reincarnation, 1982). Der Kreis erweiterte sich um die langjährigen Mingus-Pianisten Jaki Byard, Horace Parlan und um die Trompeter Randy Brecker und Jack Walrath, die Saxophonisten Craig Handy, Clifford Jordan und David Murray, und den Flötisten James Newton: Die Musiker gingen regelmäßig auf Tournee und spielten ausschließlich Kompositionen von Mingus.
Von der Mingus Dynasty sind auch einige Kompositionen von Charles Mingus wie Chair In The Sky, das durch Joni Mitchell auf Mingus 1979 bekannt wurde, oder Harlene (1991) uraufgeführt worden.
1993 wurde die Dynasty zunächst zugunsten der Mingus Big Band nicht weiter verfolgt. Seit mehreren Jahren ist aber nun die Mingus Dynasty im Septett-Format neu belebt worden; musikalischer Leiter ist der Bassist Boris Kozlov. Aktuell spielen in ihr Musiker wie Craig Handy, Wayne Escoffery, Seamus Blake, Jaleel Shaw, Alex Foster, Frank Ku-Umba Lacy, Conrad Herwig, Luis Bonilla, Alex Sipiagin, Ryan Kisor, Boris Kozlov, John Benitez, Kenny Drew Jr., George Colligan, Jonathan Blake oder Donald Edwards.

## Diskografie
- 1979 Mingus Dynasty at Bottom Line (West Wind)
- 1980 Dannie Richmond Plays Charles Mingus (Timeless)
- 1982 Reincarnation (Soul Note)
- 1987 Mingus’ Sound of Love (Soul Note)
- 1991 The Next Generation Performs Charles Mingus Brand New Compositions (Columbia/Sony)
- 2005 I Am Three (EmArcy, mit Mingus Orchestra und Big Band)